# Ermenonville-la-Grande
 Ermenonville-la-Grande  là một xã thuộc tỉnh Eure-et-Loir trong vùng Centre-Val de Loire ở bắc trung bộ nước Pháp. Xã này nằm ở khu vực có độ cao trung bình 164 mét trên mực nước biển.
Diện tích của xã này là 12,07 km2.